# Carl Herman Tersmeden
Carl Herman Tersmeden, född 27 maj 1844 i Fittja församling, Uppsala län, död 24 maj 1917 i Östra Eneby församling, Östergötlands län, var en svensk hovman och genealog.

## Biografi
Carl Herman Tersmeden föddes 1844 på Hässle i Fittja socken. Han var äldste son till kammarherre Jacob Nils Tersmeden och dennes andra hustru Augusta Jacquette Cederström. Tersmeden blev i maj 1863 student vid Uppsala universitet, avlade i december 1872 kansliexamen och anställdes 10 mars 1873 som extra ordinarie amanuens på Riksarkivet. Han blev 1 december 1875 kammarjunkare. Tersmeden avled 1917 på Leonardsberg i Östra Eneby socken.
Tersmeden torde i dag mest vara hågkommen som redaktör av olika adelskalendrar: Storfurstendömet Finlands ridderskaps och adels kalender för 1883 (1883) och Kalender öfver i Sverige lefvande ointroducerad adel, svensk och utländsk (2 årgångar, Stockholm, 1886 respektive 1899).
Om Carl Herman Tersmeden som människa har hans syster Ann Margret Holmgren skrivit att "Han levde helst i minnet av svunna tider och hade svårt att försona sig med den nya tiden. Han var sina vänners vän och en gammeldags hedersman".
Tersmeden var ogift.